# Пентаселенид дитория
Пентаселени́д дито́рия — бинарное неорганическое соединение тория и селена с формулой Th2Se5, тёмно-фиолетовые кристаллы.

## Получение
- Реакция чистых веществ в инертной атмосфере:

{\displaystyle {\mathsf {2Th+5Se\ {\xrightarrow {400-700^{o}C}}\ Th_{2}Se_{5}}}}

## Физические свойства
Пентаселенид дитория образует тёмно-фиолетовые кристаллы тетрагональной сингонии, пространственная группа P42/nmc, параметры ячейки a = 0,5629 нм, c = 1,0764 нм, Z = 2
.
Соединение разлагается при температуре 950 °C.
Соединение является полупроводником р-типа с шириной запрещённой зоны 0,37(2) эВ.

## Химические свойства
- Окисляется при нагревании на воздухе с образованием диоксида тория и диоксида селена[4]:

{\displaystyle {\mathsf {Th_{2}Se_{5}+7O_{2}\ {\xrightarrow {T}}\ 2ThO_{2}+5SeO_{2}}}}